# S.S.D. Jesina Calcio
Società Sportiva Dilettantistica Jesina Calcio là một câu lạc bộ bóng đá Ý đến từ Jesi, Marche.

## Lịch sử

### Thành lập
Unione Sportiva Jesina khai sinh ngày 15 tháng 3 năm 1927 bởi sự hợp nhất của Juventus Aesina và SS Mazzini Jesi. Trận đấu chính thức đầu tiên được đấu với Fano kết thúc với tỷ số hòa 6-6. Vào tháng 12 năm 1930, câu lạc bộ đổi tên và trở thành Associazione Sportiva Jesi. Năm 1933, câu lạc bộ đã được thăng cấp lên cấp ba Serie C, giải đấu nơi Leoncelli chơi cho đến Thế chiến II đã gặp các đội như các trận đấu với các đội bóng lớn của thành phố như Taranto, Pescara, Venezuela, Vicenza, Udinese và Padova.

### Từ năm 1945 đến 1978
Sau chiến tranh, câu lạc bộ đổi tên thành Socà Sportiva Jesina. Ngoại trừ mùa giải 1953-1954, Jesina được thành lập như một đội hạng tư với sự xuất hiện lẻ tẻ ở Serie C. Mãi đến cuối mùa 1975-1976, đội mới xuống hạng giải đấu khu vực.

### Thời đại vàng (1978-1991)
Sau đó, Leopoldo Latini, một doanh nhân địa phương, tiếp quản câu lạc bộ. Trong vài năm, việc thăng hạng lên Serie D đã đạt được và năm 1981, đội đã lấy lại được vị thế chuyên nghiệp khi giành chiến thắng trong trận play-off thăng hạng ở Arezzo trước Riccione. Serie C gần đây đã được chia thành hai bộ phận và Jesina đã thể hiện tốt trong Serie C2 cho đến 1983-1984 khi họ lên ngôi vô địch và được thăng hạng Serie C1. Jesina là một trong 72 đội tốt nhất trong cả nước. Câu chuyện cổ tích đã kết thúc chỉ sau 1 năm, đội đã xuống hạng sau khi thua trận đấu đối đầu với SPAL. Bài hát thiên nga của thời đại Latini đến vào năm sau, khi Jesina thua trận chung kết Coppa Italia di Serie C trước Virescit Boccaleone. Vào những ngày đó, Luca Marchegiani mặc chiếc áo biancorossi và một chàng trai trẻ Roberto Baggio là đối thủ thi đấu. Vào cuối mùa giải 1990-1991, đội thua sau khi đá play-out một trận xuống hạng và khủng hoảng tài chính khiến Jesina khác trở lại giải đấu khu vực.

### Từ năm 1991 đến Our Days
Phải mất 3 năm trước khi Jesina giành chức vô địch Eccellenza mới và được thăng hạng trở lại Serie D. Năm 1996-1997, câu lạc bộ có trận gặp với Astrea để thăng hạng Serie C2 nhưng cuối cùng lại đứng ở vị trí thứ hai. Vào cuối mùa giải 2001-2002, câu lạc bộ rơi xuống Eccellenza. Hơn một thập kỷ thất vọng đã đến với nhiều thất bại trong trận play-off, nhiều lần chống lại các đội nhỏ hơn hoặc đối thủ như Cingolana, Centobuchi, Elpidiense Cascinare hoặc Vigor Senigallia. 2009-2010 đã chứng tỏ là năm thành công với đội khi giành chiến thắng ở vòng play-off khu vực với chiến thắng 3-2 đáng nhớ trước Piano San Lazzaro, và quay lại Serie D sau khi thua trong trận chung kết play-off quốc gia.
Mùa giải đầu tiên trở lại Serie D thật tuyệt vời với câu lạc bộ dẫn đầu bảng trong nhiều ngày trong phần đầu tiên của mùa giải
Trận derby với đối thủ khốc liệt của họ trở lại trong mùa giải 2011-2012 lần đầu tiên kể từ năm thi đấu tại Serie C1 vinh quang. Jesina tham gia tại Serie D trong những năm qua, và kể từ khi Serie C2 tan rã, câu lạc bộ chơi ở giải hạng tư mà không có mục tiêu thăng hạng nhưng tránh xa nguy cơ xuống hạng vì dành thời gian chơi nhiều trận đấu nhất có thể cho các chàng trai trẻ địa phương. Vào năm 2017, câu lạc bộ kỷ niệm sinh nhật lần thứ 90 của mình với hy vọng được cải tạo để thăng hạng trong tương lai lên hạng ba Serie C.

## Màu sắc và huy hiệu
Áo đỏ có yếu tố trắng.

## Danh dự
- Serie C2 - 1983-1984
- Promozione - 1948-1949
- Serie D - 1964-1965
- Giải vô địch hạng nhất Marche khu vực - 1932-1933, 1953-1954, 1978-1979, 1993-1994
- liên_kết= Coppa Italia Marche khu vực - 2008-2009